# Wachtelburg

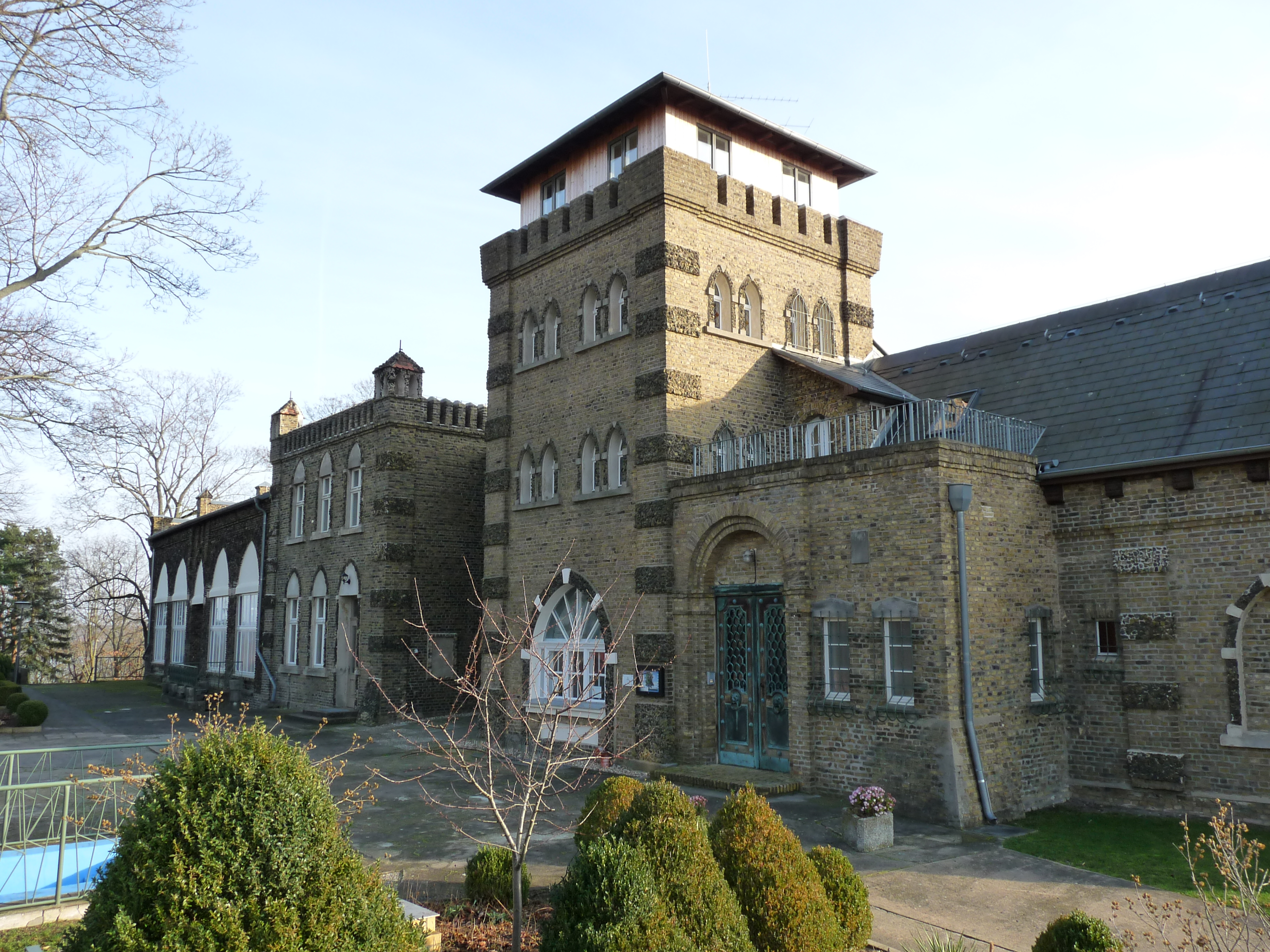
Ansicht Westseite

Als Wachtelburg wird ein Gebäudekomplex auf dem Wachtelberg im Stadtgebiet von Werder im Land Brandenburg bezeichnet. Neben der Bismarckhöhe, der Friedrichshöhe und der Gerlachshöhe war die Wachtelburg früher ein beliebtes Ausflugslokal, örtlich auch als „Höhengaststätte“ bezeichnet. Entstanden sind die Gebäude in der Zeit von 1893 bis 1907. Seine Hochzeit erlebte das Ausflugsrestaurant mit dem Aufkommen des Baumblütenfestes in seinen ersten Jahren bis zum Ersten Weltkrieg.

## Geschichte
Die Eheleute Richard und Emilie Ebel betrieben saisonal auf dem beliebten Aussichtspunkt, inmitten der Wein- und Obstbaumanlagen einen Ausschank, zunächst, zusätzlich zu ihrer eigentlichen Gastwirtschaft, dem Schützenhaus in Werder her. Ab 1883 wurde ein hölzerner Aussichtsturm errichtet. Im gleichen Jahr erwarben die Eheleute Ebel vom Schiffer und Weinbergsbesitzer Hintze das Höhengrundstück. Durch die malerische Lage wurde das Höhenlokal schnell zum beliebten Ausflugsziel. Das preußische Herrscherhaus der Hohenzollern besuchte von der Potsdamer Residenz aus mit ihren Gästen mehrfach die Aussicht auf dem Wachtelberg. Besuche der Kaiserin Augusta, der Königin Emma und Königin Wilhelmina der Niederlande, und Prinz Paribatra Sukhumbandh, Fürst von Nakhon Sawan sind belegt.

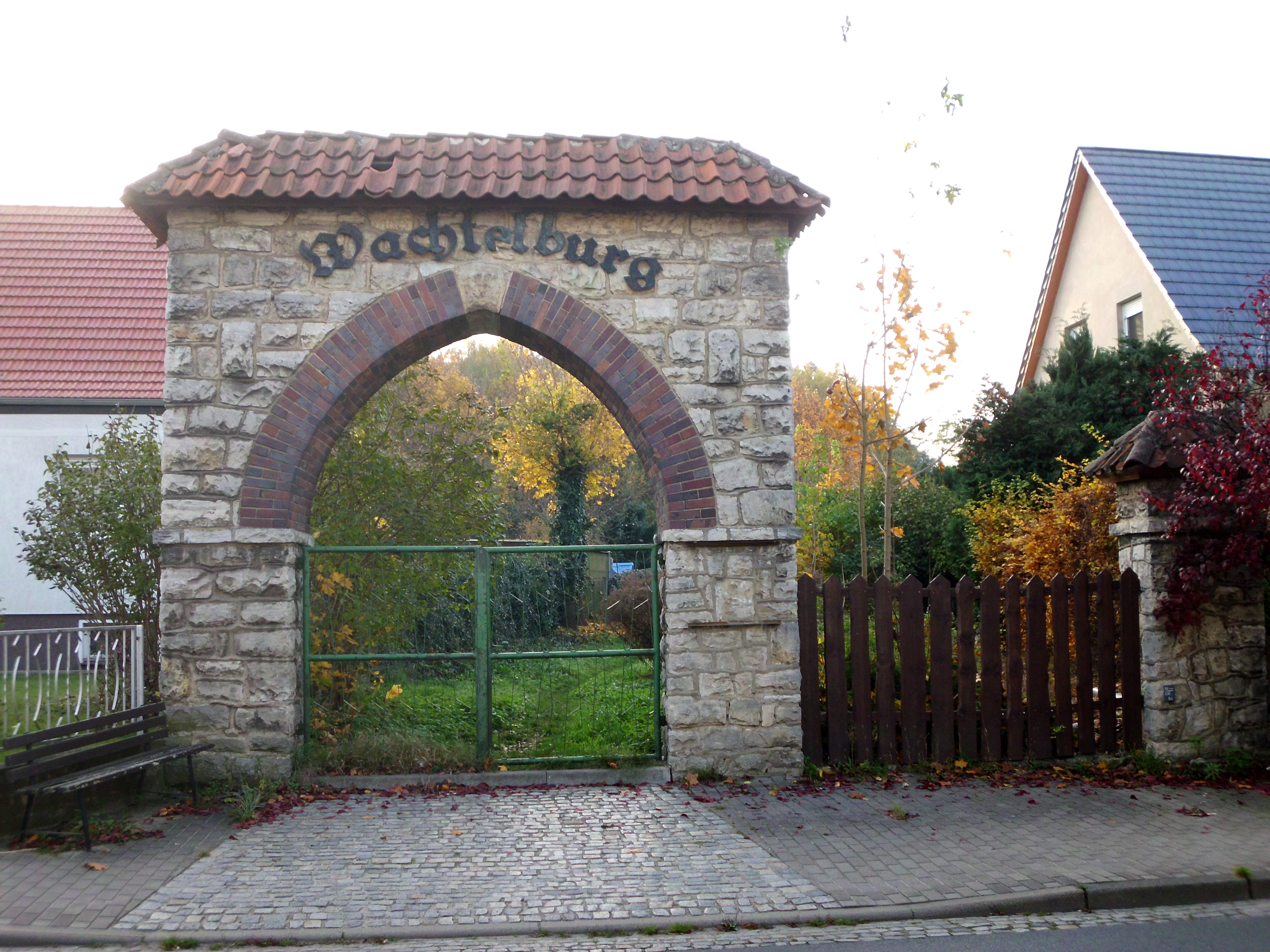
Portal zur Wachtelburg an der Potsdamer Straße

## Bauzeit von 1893 bis 1907
In Anlehnung an den Typus der Potsdamer Turmvilla entstand in einem ersten Bauabschnitt um einen massigen quadratischen Aussichtsturm ein gestaffelter Baukörper. Die verschiedenen Funktionsbereiche eines Ausflugslokales in diesem ältesten Gebäudeteil sind zu erkennen. In einem zweiten Bauabschnitt bis 1907 wurde der große Saalbau der Baugruppe hinzugefügt sowie Wirtschaftsanbauten an der Südseite ergänzt. Im gleichen zeitlichen Zusammenhang wurde die Infrastruktur ganz auf den Fahrgastschifffahrtsverkehr ausgerichtet. Unterhalb der Wachtelburg an der Havel befand sich damals ein Anleger für Fahrgastschiffe, der regelmäßig, mehrmals täglich, von Dampfern aus Potsdam und Berlin angelaufen wurde. Es entstand ein gotisierendes Eingangsportal zur Begrüßung der Gäste an der Potsdamer Straße, die Treppenanlage vom Portal hinauf zur Wachtelburg und eine Terrassenanlage als Biergarten mit Kastanienbäumen, ausgerichtet nach Nordosten mit Blick zur Havel hin.
An allen wesentlich sichtbaren Fassadenbereichen der Wachtelburg kamen Schmolzziegel zum Einsatz. Diese Fehlbrandziegel waren preiswert und in der unmittelbaren Nähe verfügbar. Das gewählte Baumaterial erzielte die gewünschte romantisch-verwitterte sowie historisierende und ruinenhafte Außenwirkung auf die Besucher. In der Zeit nach 1900 kam die aufgesetzte patriotische Bauzierde in Form von Reichsadlern dazu.

## Nach 1920
Noch in der Zeit der nicht mehr zugänglichen und öffentlichen Nutzung der Wachtelburg, etwa ab Mitte der 1920er Jahre, wurde ein Pavillon in gotisierenden Formen auf bastionsartigem Sockel als nördlicher Abschluss der Terrasse ergänzt. Die allgemeine Bezeichnung „Mausoleum“ soll dafür Indiz sein, dass der damalige Eigentümer Dr. phil. Albert Sasserath hier ursprünglich seine jung verstorbene Frau beisetzen wollte.

## Nach 1945
Im Zuge der Nutzung als christliches Kinder- und Jugendzentrum wurden kleine Gebäude im Bungalowstil auf dem Areal ergänzt. An den Gebäudeteilen der Wachtelburg selbst wurden kleinere Um- und Rückbauten durchgeführt sowie die Aussichtsplattform auf dem Turm zu Gunsten eines geschlossenen aufgesetzten Turmzimmers aufgegeben. Das geschah auch vor dem Hintergrund, die Probleme mit der Abdichtung und Dachentwässerung besser sowie dauerhafter in den Griff zu bekommen. Gemäß dem Bekenntnis der evangelischen Freikirche der Siebenten-Tags-Adventisten als anabaptistische Kirche, wurde ein Taufbecken in das Plateau der Terrassenanlage integriert. Das Außengelände ist der Öffentlichkeit zugänglich.
Das Anwesen wird heute als kirchliches Kinder- und Jugendzentrum betrieben und gehört der Freikirche der Siebenten-Tags-Adventisten. Die Wachtelburg ist seit 1998 ein eingetragenes Baudenkmal und steht unter Denkmalschutz.

## Besitzer
Versuch einer chronologische Auflistung:
- Bis 1889 im Eigentum des Binnenschiffers und Weinbergsbesitzers Hintze aus Werder.
- Ab 1889 Richard Ebel, Gastwirt.
- Nach 1907 führt Emilie Ebel, nach dem Tod ihres Mannes, den Ausflugbetrieb fort.
- Bis 1918 Einstellung des Ausflugs- und Gaststättenbetriebes bis zum Ende.
- 1920 Verkauf an einen Herrn Kellermann, der Ausflugs- und Gaststättenbetriebes kam bis zum Ende des 1. Weltkrieges zum Erliegen.
- 1921 Weiterverkauf an Hofkellermeister Schlüter.
- 1928 Weiterverkauf an Dr. phil. Albert Sasserath, Nutzung als privater Wohnsitz.
- 1941 Verkauf an Dr. Victor Kolm, Tierarzt.
- 1946 Verpachtung an die Gemeinschaft der Siebenten-Tags-Adventisten.
- 1949 Verkauf an die Gemeinschaft der Siebenten-Tags-Adventisten.
- 2001 Der „Förderverein Freundeskreis Wachtelburg e.V.“ bewirtschaftet das Anwesen auf Grundlage eines Erbbaurechtsvertrags.

## Namensgleichheiten
Ein Restaurant in Buxtehude führt den Namen Wachtelburg. Ebenso führt eine Reihe von Erhebungen die Bezeichnung „Wachtelberg“.

## Bilder und Karte

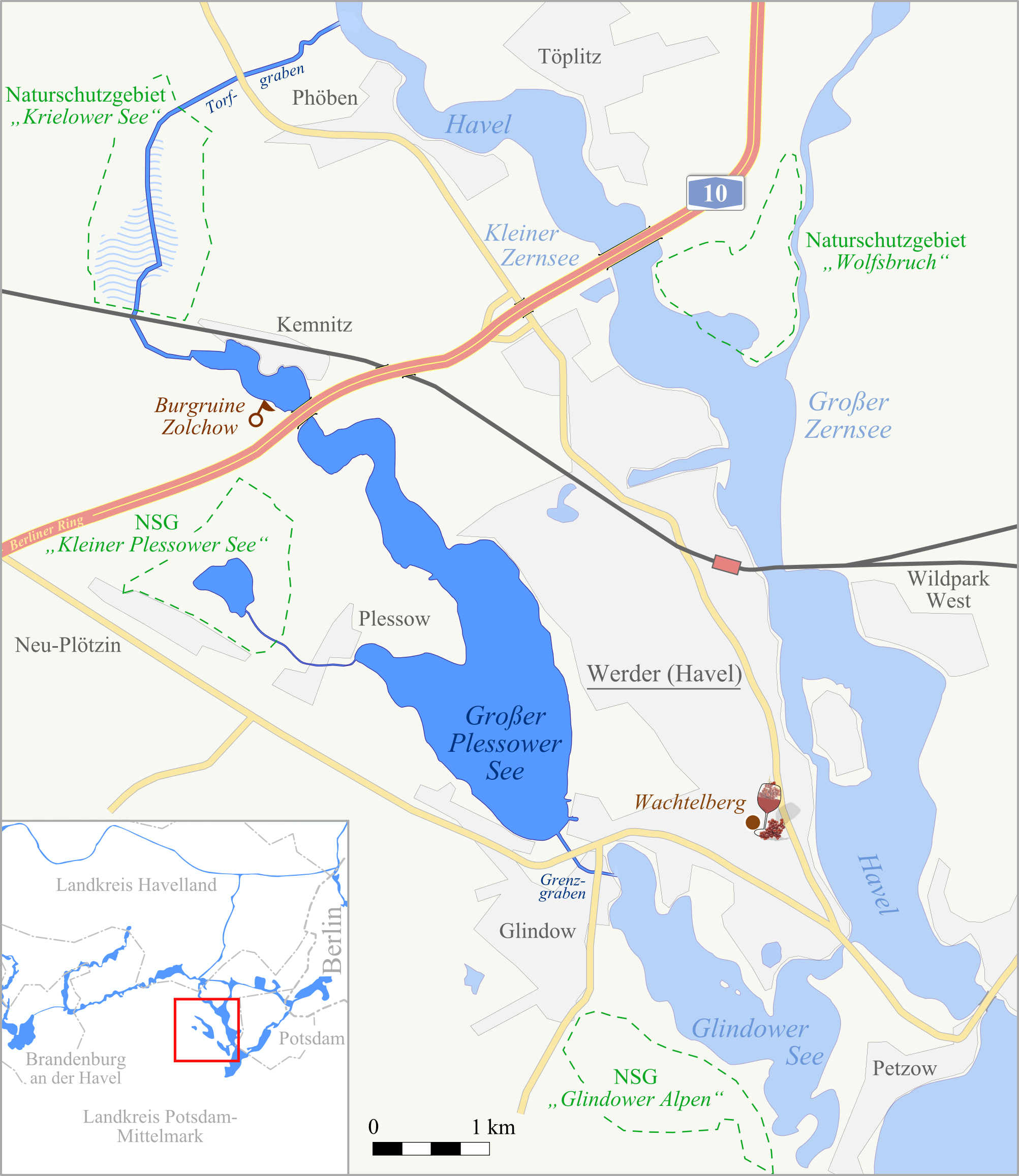
Wachtelberg mit „Wachtelburg“ im Stadtgebiet
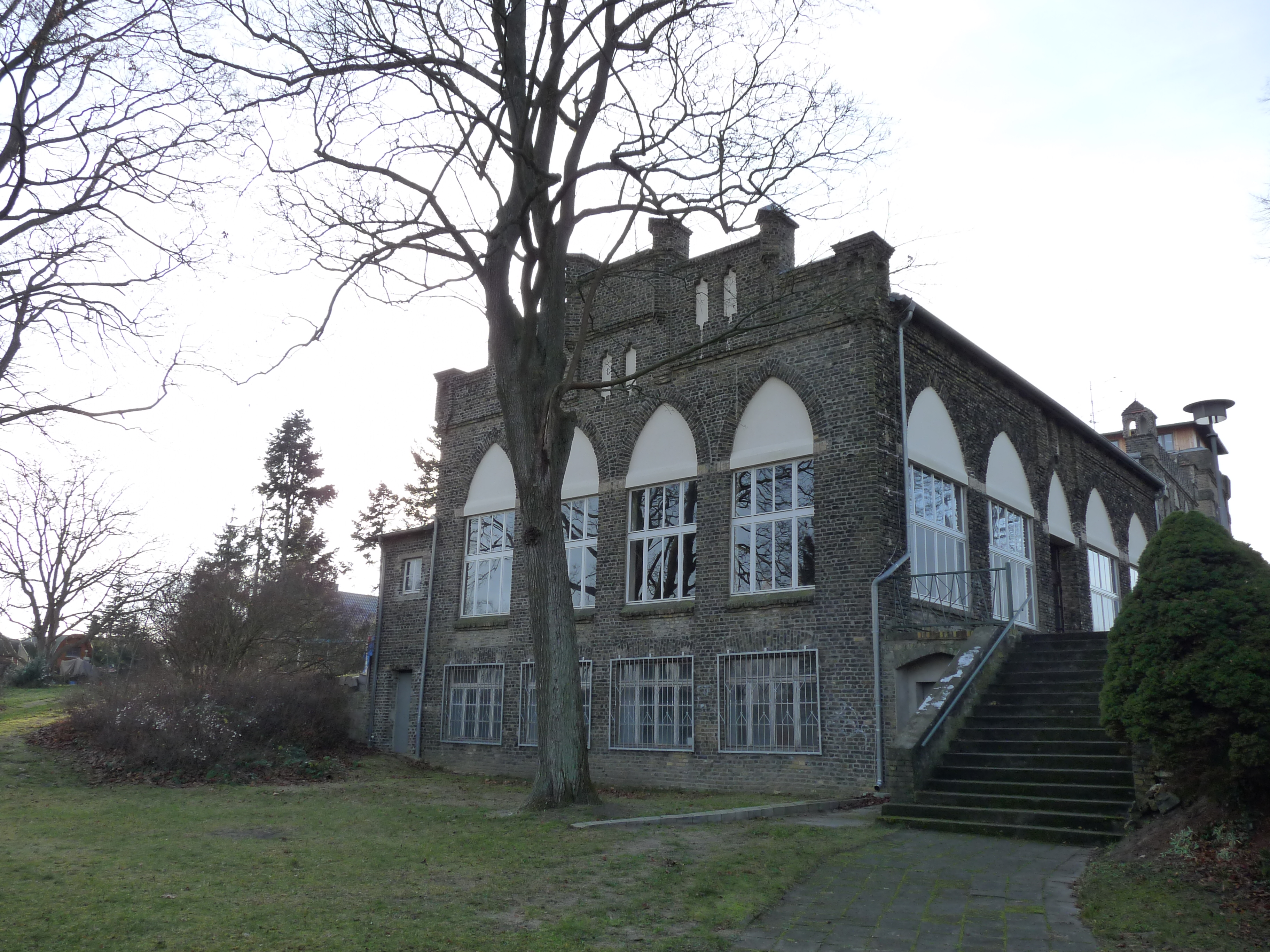
Giebel an der Saalseite
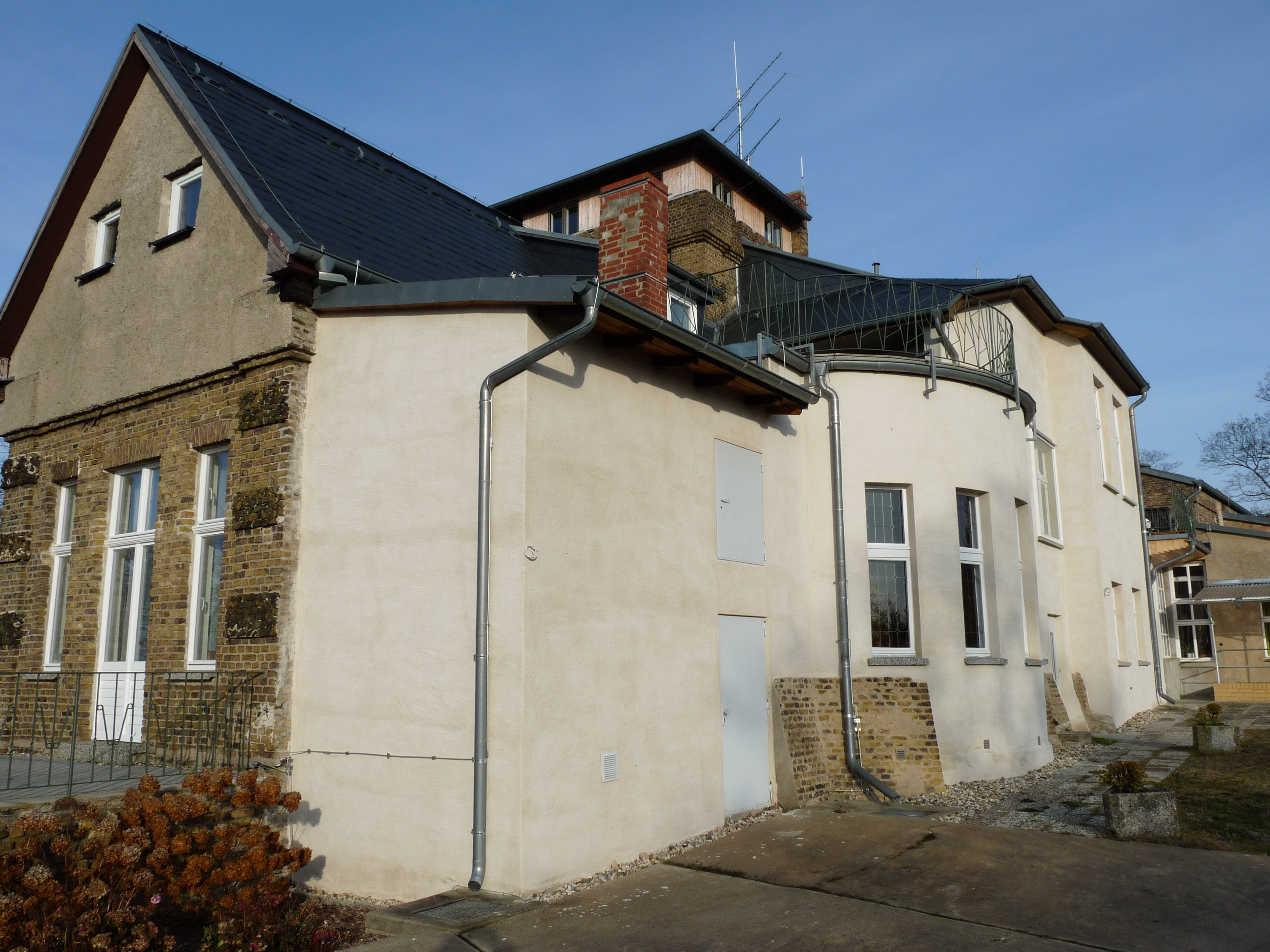
Spätere Anbauten an der Ostseite